# Polar Challenge
Die Polar Challenge ist ein 350 nautische Meilen (650 Kilometer) langes Teamrennen auf Skiern in der Arktis. Das Rennen findet zwischen Mitte April und Mitte Mai jeden Jahres statt. Die teilnehmenden Teams brauchen inklusive der Trainingszeit etwa vier Wochen, um es zu beenden.

## Hintergrund
Die Teilnehmer bestreiten das Rennen in 3er-Teams. Viele beginnen einzeln und formen ein Team mit anderen Einzelnstartern während des Trainings. Die Teilnehmer kommen aus verschiedenen Gesellschaftsschichten und nehmen aus Abenteuerlust am Rennen teil. Das Rennen findet in einer extrem lebensfeindlichen Umgebung statt mit Temperaturen, die −35 °C erreichen. Die Teilnehmer ziehen ihren Vorrat in einem Pulk und stoppen auf der Route an drei Checkpoints, um aufzufüllen.

## Renngeschichte
2003 waren Chris McLeod und Tony Martin Kapitäne des erst- und zweitplatzierten Teams des ersten Polarrennens. Auf ihrem Heimweg nach England konzipierten sie einen eigenen Wettbewerb, die „Polar Challenge limited“. Seitdem organisieren sie die Rennen und nehmen jedes Jahr an der Polar Challenge teil. 2004 wurde das Rennen von der BBC als Serie unter dem Namen „The Challenge“ dokumentiert, die weltweit ausgestrahlt wurde.

## Route
Die Polar Challenge Route umfasst 284 nautische Meilen (526 km). Die Teilnehmer beginnen ein 4-Tagestraining, das 65 nautische Meilen (120 km) umfasst. Sie werden in der Siedlung Resolute Bay in Nunavut ausgesetzt und müssen dann den Startpunkt der Challenge Polaris Mine erreichen. Das Rennen startet anschließend von der Polar Mine nach Isachsen auf Ellef Ringnes Island über drei Checkpunkte. Die ersten beiden Checkpunkte sind Auffüllungspunkte, an denen sich die Teilnehmer 12 bis 24 Stunden ausruhen und neue Vorräte mitnehmen können. Der dritte Checkpoint ist die Position des magnetischen Nordpols aus dem Jahr 1996. Das Ziel befindet sich 16 nautische Meilen hinter dem dritten Checkpoint, nahe einer Stelle, an der Flugzeuge landen können.
- Vorbereitungsetappe: Von Resolute Bay zur Polaris Mine, etwas nördlich von Cornwallis Island – Strecke: 65 nautische Meilen (120 km)
- Etappe 1: Von Polaris Mine zu einem Wegpunkt etwas nordwestlich von Bathurst Island (Checkpoint 1: 76°37’N 101°50’W) – Strecke: 110 nautische Meilen (200 km)
- Etappe 2: Von Bathurst Island zu einem Wegpunkt nahe King Christian Island (Checkpoint 2: 77°46’N 101°45’W) – Strecke: 95 nautische Meilen (176 km)
- Etappe 3: Von King Christian Island zur Position des magnetischen Nordpols aus dem Jahr 1996 (Checkpoint 3: 78°35.7'N 104°11.9’W) – Strecke: 63 nautische Meilen (117 km)
- Etappe 4: Von der Position des Magnetischen Nordpols aus dem Jahr 1996 nach Isachsen (Ziel: 78°47’N 103°30’W) – Strecke: 16 nautische Meilen (30 km)